# Kazuma Sano
Kazuma Sano (佐野 和真, Sano Kazuma) est un acteur et producteur japonais, né le 28 avril 1989, originaire de la préfecture de Kanagawa (Japon). Il travaille pour l'agence, Stardust Promotion.

## Filmographie
- 2006 : Hakase no Aishitasu Shiki
- 2007 : Akai bunka jutaku no hatsuko
- 2008 : Tokyo Girl / Tokyo shojo
- 2008 : Ikigami: The Ultimate Limit / Ikigami
- 2008 : New Type: Just For Your Love
- 2009 : Your Story / Onnanoko Monogatari
- 2010 : Selfish Planet / Uchuu de ichiban wagamama na hoshi
- 2010 : Ongakubito
- 2011 : When I Kill Myself / Switch wo osu toki
- 2011 : Avatar / Abataa

## Télévision
- 2005 : Hana Yori Dango (Épisode 1)
- 2005 : Daisuki! Itsutsugo
- 2006 : Itsuwari no Hanazono
- 2007 : Koisuru Nichiyobi 3 (Épisode 5)
- 2007 : Sunadokei
- 2007 : Katagoshi no Koibito
- 2008 : Full Swing
- 2008 : Around 40 (Épisode 11)
- 2008 : Tumbling Galileo: Épisode Zero
- 2009 : Otomen
- 2010 : Indigo no Yoru
- 2010 : Tumbling
- 2010 : HAMMER SESSION!
- 2012 : Beginners! (Épisode 3)
- 2012  : Yo nimo Kimyo na Monogatari 2012 Fall Spécial Aiseki no Koibito